# Britt Woodman
Britt Woodman (Los Angeles, 4 juni 1920 - Hawthorne (Californië), 13 oktober 2000) was een Amerikaanse jazz-trombonist. Hij is het meest bekend door zijn werk bij Duke Ellington en Charles Mingus.
Woodman was de zoon van de trombonist William Woodman, die onder meer opnam met Teddy Buckner en Sonny Clay, en de broer van de saxofonist William Woodman, jr.. Hij speelde in een familiegroepje, de Woodman Brothers, en speelde in een groep met zijn jeugdvrienden Buddy Collette en Mingus. In 1938 toerde hij met Phil Moore, daarna speelde hij bij Floyd Turnham (1939/1940) en Les White (tot 1942). Na militaire dienst tijdens de oorlog werkte hij bij Boyd Raeburn (1946) en Lionel Hampton (1946-1947). Hierna studeerde hij aan Westlake College en was hij actief als studiomuzikant. Van 1951 tot 1960 was hij trombonist in het orkest van Duke Ellington, waar hij onder meer meespeelde op de albums The Complete Porgy and Bess (1956), Such Sweet Thunder (1957), Ellington's album met Ella Fitzgerald en Black, Brown, and Beige, met Mahalia Jackson. In de jaren zestig woonde Woodman in New York, waar hij actief was in Broadway-orkesten. Tevens nam hij op met John Coltrane en Eric Dolphy (het album Africa/Brass), Quincy Jones, Dizzy Gillespie en Charles Mingus  (onder meer de plaat Mingus Mingus Mingus Mingus Mingus en Epitaph). In de jaren zeventig speelde hij in verschillende bigbands, waaronder die van de pianiste Toshiko Akiyoshi en Benny Carter, tevens leidde hij een eigen octet. In latere jaren maakte hij deel uit van het Lincoln Center Jazz orchestra en de Mingus Big Band, waarmee hij Epitaph (1989) opnam.
Woodman is te horen op opnames van onder meer Miles Davis (het album Blue Moods), Clark Terry, Blue Mitchell, Tadd Dameron, King Curtis, Jimmy Smith, Oscar Peterson, Oliver Nelson, Sarah Vaughan, Hank Jones, Booker Ervin, Gene Ammons, Pointer Sisters, Maria Muldaur, Ray Charles, Randy Crawford, Manhattan Transfer en Stevie Wonder.  